# Mihail Dudaš
Mihail Dudaš (né le 15 novembre 1989 à Novi Sad) est un athlète serbe spécialiste du décathlon.

## Carrière
C'est un Ruthène de Pannonie.
Son meilleur résultat était de 7 966 points obtenus en 2010 au meeting de Götzis (11e) qu'il a amélioré pour le porter à 8 117 points à Ostrava. Il a été médaille de bronze aux Championnats du monde junior 2008 et aux Championnats d'Europe espoirs 2009. Il détient le record de Serbie pour l'heptathlon en salle.
Mihail Dudaš a participé à la Coupe continentale 2010. Sélectionné en tant que remplaçant dans l'équipe d'Europe, le décathlonien a pris part au saut en hauteur, à la suite du forfait du Russe Aleksandr Shustov. Il prendra finalement la 7e et avant-dernière place en franchissant une barre à 1,98 m.
Le 28 août 2011, lors des Championnats du monde à Daegu, il bat son record national du décathlon en se plaçant 6e avec 8 256 points. Le 4 décembre, il est nommé athlète des Balkans de l'année 2011 chez les moins de 23 ans pour l'ensemble de sa saison.
Le 13 mai 2016, il effectue un décathlon avec 8 174 points à Novi Sad, minima pour les Jeux olympiques de Rio.

## Palmarès
| Date | Compétition                       | Lieu           | Résultat | Épreuve    | Points |
| ---- | --------------------------------- | -------------- | -------- | ---------- | ------ |
| 2008 | Championnats du monde juniors     | Bydgoszcz      | 3e       | Décathlon  | 7 663  |
| 2009 | Championnats d'Europe espoirs     | Kaunas         | 3e       | Décathlon  | 7 855  |
| 2011 | Championnats d'Europe espoirs     | Ostrava        | 3e       | Décathlon  | 8 117  |
| 2011 | Championnats du monde             | Daegu          | 6e       | Décathlon  | 8 256  |
| 2012 | Championnats d'Europe             | Helsinki       | 4e       | Décathlon  | 8 154  |
| 2013 | Championnats d'Europe en salle    | Göteborg       | 3e       | Décathlon  | 6 099  |
| 2013 | Championnats du monde             | Moscou         | 14e      | Décathlon  | 8 275  |
| 2015 | Championnats des Balkans          | Pitești        | 1er      | Décathlon  | 7 720  |
| 2016 | Jeux olympiques                   | Rio de Janeiro | —        | Décathlon  | DNF    |
| 2017 | Championnats d'Europe en salle    | Belgrade       | 14e      | Heptathlon | 5 239  |
| 2017 | Championnats du monde             | Londres        | —        | Décathlon  | DNF    |
| 2018 | Championnats des Balkans en salle | Istanbul       | 8e       | Perche     | 4,60 m |

## Records
| Épreuve    | Performance | Lieu     | Date         |
| ---------- | ----------- | -------- | ------------ |
| Décathlon  | 8 275 pts   | Moscou   | 11 août 2013 |
| Heptathlon | 6 099 pts   | Göteborg | 3 mars 2013  |